# Velika Erpenja
Velika Erpenja is een plaats in de gemeente Veliko Trgovišće in de Kroatische provincie Krapina-Zagorje. De plaats telt 120 inwoners (2001).